# 林棨
林 棨（りん けい／りん けん、中国語: 林棨; 拼音: Lín Qǐ; ウェード式: Lin Ch'i）は、中華民国・満州国の司法官・官僚。満州国の初代最高法院院長を務めた。字は少旭。

## 事績
日本に留学して早稲田大学政治経済学科を卒業している。帰国後は、進士館・仕学館教習、学部参事、公立京師法政専門学校教務長、憲政編査館統計局科員などを歴任した。また、公立京師大学堂法政科監督を1909年（宣統元年）正月から1912年（民国元年）4月まで務めている。
中華民国成立後の1912年（民国元年）5月、北京政府教育部専門教育司司長に任ぜられる。翌1913年（民国2年）9月、大理院推事と京師高等審判庁庁長になる。1918年（民国7年）1月、江蘇省高等審判庁庁長兼地方捕獲審検庁庁長署理を務めた。1921年（民国10年）5月、湖北省高等審判庁庁長に異動し、1923年（民国12年）2月まで在任している。
満州国建国に際して1932年（大同元年）3月14日に、林棨は同国最高法院院長に任命された。1939年（康徳6年）12月に退官し、井野英一が後任となった。1941年（康徳8年）3月、満洲電気化学工業株式会社監事に就任しており、1942年（康徳9年）時点では在職していることが確認できる。以後、その行方は不明である。

## 注
1. ↑  北京大学法学院ホームページによる。徐主編（2007）、801頁は「1884年（清光緒10年）」とする。
2. 1 2  徐主編（2007）、801頁。
3. 1 2  北京大学法学院ホームページ。
4. ↑  「東省特別区長官に張景恵氏」『東京朝日新聞』昭和7年（1932年）3月15日。
5. ↑  劉ほか編（1995）、1185頁。
6. ↑  満蒙資料協会編（1943）、1323頁。